# Menticirrhus littoralis
Menticirrhus littoralis és una espècie de peix de la família dels esciènids i de l'ordre dels perciformes.

## Morfologia
- Els mascles poden assolir 48,3 cm de longitud total i 1.380 g de pes.[5][6]

## Alimentació
Menja cucs i crustacis.

## Hàbitat
És un peix de clima subtropical (38°N-33°S) i demersal.

## Distribució geogràfica
Es troba a l'oceà Atlàntic occidental: des de Virgínia i la costa continental del Golf de Mèxic fins a Rio Grande do Sul (Brasil).

## Ús comercial
És excel·lent com a aliment per als humans.

## Observacions
És inofensiu per als humans.